# Мілош Лукович
Мі́лош Лу́кович (серб. Милош Луковић / Miloš Luković, нар. 18 листопада 2005, Белград) — сербський футболіст, нападник французького клубу «Страсбур».
Виступав, зокрема, за клуб ІМТ, а також молодіжну збірну Сербії.

## Клубна кар'єра
Народився 18 листопада 2005 року в місті Белград. Вихованець футбольної школи клубу ІМТ. Дорослу футбольну кар'єру розпочав 2021 року в основній команді того ж клубу.
13 січня 2024 року підписав чотирирічний контракт з французьким клубом Ліги 1 «Страсбуром», але залишився на умовах оренди в ІМТ до кінця сезону.

## Виступи за збірні
У 2022 році дебютував у складі юнацької збірної Сербії (U-19), загалом на юнацькому рівні взяв участь у 2 іграх.
З 2023 року залучався до складу молодіжної збірної Сербії. На молодіжному рівні зіграв у 3 офіційних матчах.

## Титули і досягнення

### Індивідуальні
- Найкращий бомбардир сербської Суперліги: 2023/24 (17 м'ячів)
- Найкращий бомбардир Першої ліги Сербії: 2022/23 (15 м'ячів)